# Harmanpreet Singh

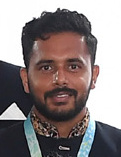
Harmanpreet Singh, 2022

Harmanpreet Singh (* 6. Januar 1996 in Amritsar) ist ein indischer Hockeyspieler. 2021 und 2024 erkämpfte er mit der indischen Nationalmannschaft die olympische Bronzemedaille.

## Sportliche Karriere
Der 1,77 m große Verteidiger debütierte 2015 in der Nationalmannschaft.
2016 erreichten die Inder bei den Olympischen Spielen in Rio de Janeiro das Viertelfinale, schieden aber dann gegen die belgische Mannschaft aus. Im gleichen Jahr spielte Harmanpreet Singh bei der Juniorenweltmeisterschaft, bei der Indien den Titel durch einen Finalsieg über die belgischen Junioren gewann. 2018 verloren die Inder bei den Commonwealth Games in Gold Coast das Spiel um die Bronzemedaille gegen das englische Team mit 1:2. Bei den Asienspielen in Jakarta erreichten die Inder ebenfalls das Spiel um den dritten Platz, diesmal gewannen sie mit 2:1 gegen Pakistan. Ende 2018 war die indische Stadt Bhubaneswar Austragungsort der Weltmeisterschaft. Die Inder gewannen ihre Vorrundengruppe vor den späteren Weltmeistern aus Belgien, schieden aber im Viertelfinale mit 1:2 gegen die Niederländer aus. Bei den Olympischen Spielen in Tokio belegten die Inder in der Vorrunde den zweiten Platz. Nach einem Viertelfinalsieg über die Briten und einer Halbfinalniederlage gegen die Belgier besiegte die indische Mannschaft im Kampf um Bronze die deutsche Mannschaft mit 5:4 und gewann die erste olympische Medaille seit 1980. Harmanpreet Singh erzielte im Spiel um Bronze den dritten Treffer für die indische Mannschaft. Bei den Olympischen Spielen 2024 in Paris gewann er erneut die Bronzemedaille. Für seine Erfolge wurde er Anfang 2025 mit dem Rajiv Gandhi Khel Ratna ausgezeichnet.